# 99 Діке
99 Діке — астероїд головного поясу, відкритий 28 травня 1868 року французьким астрономом Альфонсом Бореллі в Марсельській обсерваторії, Франція. Астероїд названий на честь Діке, богині правди і справедливості у давньогрецькій міфології.
Тіссеранів параметр щодо Юпітера — 3,316.
У 1995 році група астрономів із різних країн проаналізувала дані спостережень 27 астероїдів, зокрема Діке. Результати дослідження дали змогу уточнити період обертання астероїда.
Діке не перетинає орбіту Землі й обертається навколо Сонця за 4,35 юліанського року.